# Víctor Víctor
Víctor Víctor (fullständigt namn Víctor José Víctor Rojas), född 11 december 1948 i Santiago de los Caballeros, död 16 juli 2020 i Santo Domingo, var en dominikansk artist och kompositör. 
Víctor läste medicin och psykologi på universitetet men tog aldrig någon examen. Han började att sjunga och spela egna sånger på gitarr och grundade gruppen Nueva Forma. År 1975 besökte han Kuba, som en av de första artister från Dominikanska republiken, trots att det var förbjudet.
Han arbetade som producent för olika artister och skrev också protestsånger. I albumet Verde y Negro från 2007 hyllar han de dominikanska frihetskämparna.
År 1991 fick han succes med sången Mesita de Noche och turnerade  i Spanien och andra spansktalande länder och USA. På albumet Bachata Entre Amigos, en samproduktion med Juan Francisco Ordóñez, från 2007 blandar han bachata med duetter med bland andra Joan Manuel Serrat och Silvio Rodríguez.
Víctor avled av Covid-19 på ett sjukhus i Santo Domingo.